# Сотникова, Анна Сергеевна (волейболистка)
А́нна Серге́евна Со́тникова (до 2007 — Арбу́зова) (род. 29 мая 1986, Чита) — российская волейболистка, нападающая. Мастер спорта России.

## Биография
Начала заниматься волейболом в СДЮСШОР № 4 города Читы. Первый тренер — В. С. Болталина. Выступала за команды:
- 2001—2010 — «Стинол»/«Индезит» (Липецк);
- 2010—2011 — «Самородок» (Хабаровск);
- 2011—2012 — «Заречье-Одинцово» (Московская область);
- 2012—2014 — «Тюмень-ТюмГУ» (Тюмень);
- 2014—2015 — «Автодор-Метар» (Челябинск);
- 2016—2024 — «Липецк-Индезит»/«Липецк» (Липецк)

По итогам чемпионата России 2005/2006 вошла в пятёрку самых результативных волейболисток суперлиги по очкам, набранным с подачи.
Игрок юниорской сборной России в 2003 году (чемпионаты Европы и мира). В 2004—2005 годах — игрок молодёжной сборной России (бронзовый призёр чемпионата Европы 2004, участник чемпионата мира 2005).

## Медали
- 2004 — чемпионат Европы среди молодёжных команд — бронза.